# IC 3429
IC 3429 — галактика типу S R () у сузір'ї Волосся Вероніки.
Цей об'єкт міститься в оригінальній редакції індексного каталогу.